# The Knick
The Knick är en amerikansk drama-TV-serie som började visas på Cinemax den 8 augusti 2014. Serien är skapad av Jack Amiel, Michael Begler och Steven Katz, och medverkande skådespelare är Clive Owen och Eve Hewson. Samtliga avsnitt är regisserade av Steven Soderbergh.

## Handling
Handlingen utspelar sig i New York under tidigt 1900-tal på Knickerbockersjukhuset, där dåtidens innovativa kirurger, sjuksköterskor och personal tvingas övervinna begränsningarna i då rådande medicinska förståelse och praxis, för att bota och minska dödligheten bland patienterna och medborgarna i den växande staden.
Dr John Thackery, (delvis baserad på William Stewart Halsted), är nytillträdd ledare för operationspersonalen, och kämpar med sitt kokain- och opiummissbruk och med sina ambitioner för medicinska upptäckter och med sitt rykte inom läkarkåren. Dr. Algernon Edwards är en Harvard-utbildad och europeiskt utbildad kirurg av afroameriaknskt ursprung (förmodligen baserat på historiska Daniel Hale Williams[källa behövs]), som måste kämpa för respekt inom det helvita sjukhuset, liksom i det rasistiskt laddade landet.

## Rollista (i urval)

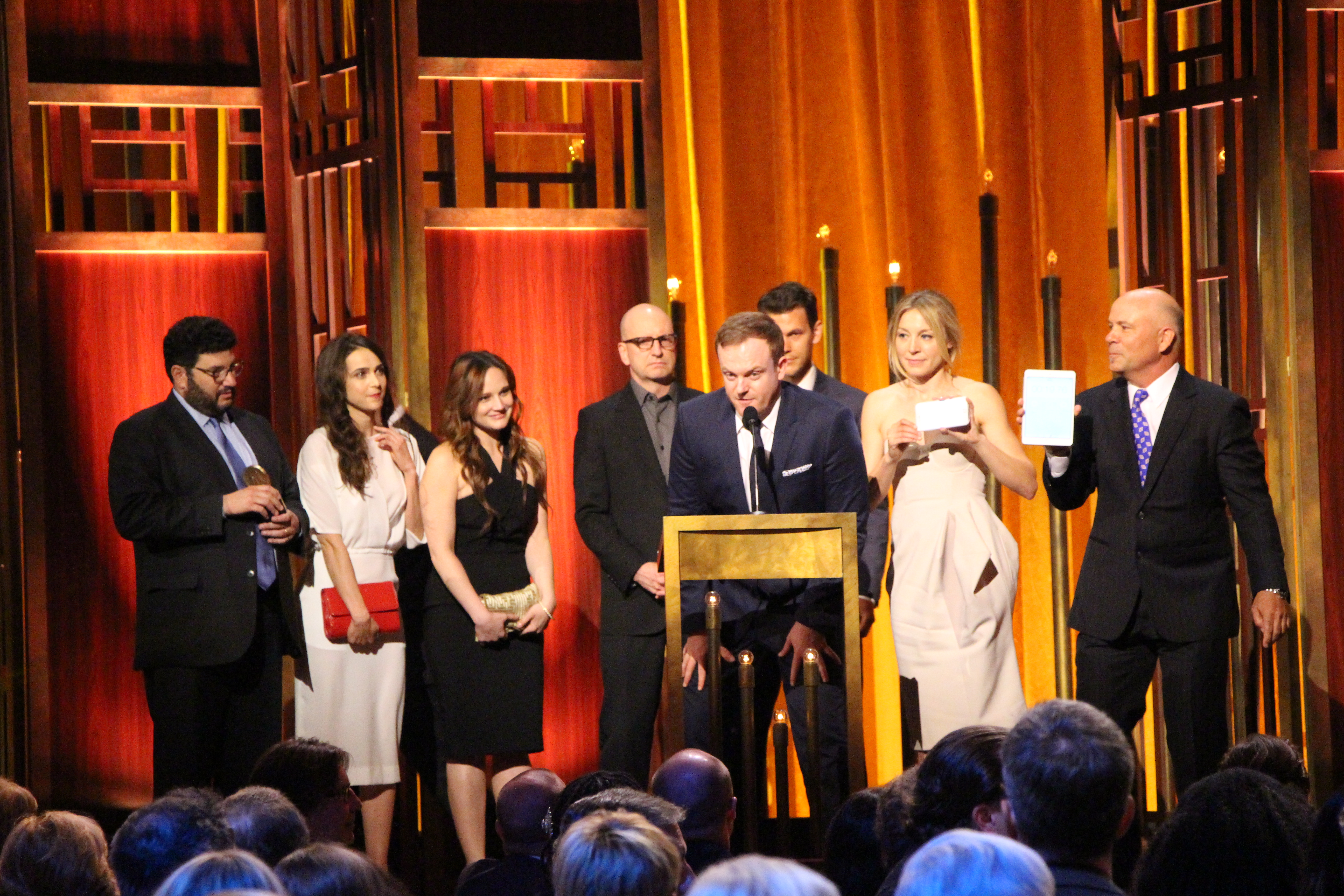
Jeremy Bobb, som spelar Herman Barrow i "The Knick", talar från podiet tillsammans med (från vänster till häger) Jack Amiel, Maya Kazan, Jo Armeniox, Steven Soderbergh, Juliet Rylance och Michael Polaire

- Clive Owen - dr John "Thack" Thackery: Överläkaren vid Knickerbockersjukhuset, mycket begåvad och respekterad i operationssalen. Han är också en narkoman, som regelbundet injicerar kokain och opium.
- Andre Holland - dr Algernon Edwards: Ny biträdande chefskirurg på The Knick, som efter kontorstid förvaltar en klinik i källaren för dem som sjukhusen inte släpper in. Han kränks av många av de vita läkarna och patienter.
- Juliet Rylance - Cornelia Robertson: Chef för The Knicks socialkontor. Som dotter till kapten August Robertson, tjänstgör hon som hans representant i styrelsen. Hon är en gammal vän till Edwards, vars föräldrar har arbetat för hennes familj i flera år.
- Eve Hewson - Lucy Elkins: Sjuksköterska på The Knick. En religiös West Virginiainföding. Hon är nära Thack och Bertie.
- Michael Angarano - dr Bertram "Bertie" Chickering, Jr: En ung kirurg i sjukhuset. Han är son till Dr. Bertram Chicke, Sr. som är missnöjd med sonens val av sjukhus och beundran för Thack.
- Jeremy Bobb - Herman Barrow: Chef för The Knick. Han strävar ständigt efter att finansiera sjukhuset med rika donatorer och patienter. Med misskötta sjukhusfonder, är han i skuld till den hänsynslösa gangstern Bunky Collier.
- Cara Seymour- Syster Harriet: Katolsk nunna och barnmorska som driver barnhemmet anslutet med The Knick. Hon bedriver i hemlighet aborter under sina lediga timmar.
- Eric Johnson - Dr. Everett Gallinger: Kirurg vid The Knick. Han är avundsjuk på Edwards för att han tog positionen som biträdande chefskirurg, vilket Thack hade lovat till Gallinger.
- Chris Sullivan - Tom Cleary: Ambulansförare. Han ökar sin inkomst genom att stjäla ägodelar av dem han plockar upp, samt får pengar från Barrow för att leverera patienter, som kan betala, till sjukhuset.